# Paulo de Morais
Paulo Alexandre Baptista Teixeira de Morais Viana do Castelo, 22 de dezembro de 1963 (61 anos), é um docente universitário e um político português.

## Biografia
É licenciado em Matemática, tem um MBA em Comércio Internacional e é doutorado em Engenharia e Gestão Industrial pela Universidade do Porto. Foi dirigente associativo estudantil e iniciou a sua atividade profissional no Ensino Superior. Passou ainda pelo setor empresarial e foi vice-presidente da Câmara Municipal do Porto, de 2002 a 2005, tendo sido responsável pelos pelouros do Urbanismo, Ação Social e Habitação. Regressou então ao ensino e ao seu combate de sempre pela denúncia dos mecanismos de corrupção em Portugal. 
É professor na Universidade Portucalense. Integrou o grupo de trabalho para a revisão do Índice de Perceções da Corrupção, levada a cabo pela Transparency International. Foi perito no Comité Económico e Social Europeu. É Presidente da Frente Cívica, Associação de Intervenção Cívica, que fundou em 2016. Recebeu em 2024 o prémio PASC Cidadania da Plataforma de Associações da Sociedade Civil 
Foi perito do Conselho da Europa em missões internacionais sobre boa governação pública, luta anticorrupção e branqueamento de capitais. É Presidente da Assembleia Geral da Associação Portugal-Moçambique. Publicou os livros “Porto de Partida, Porto de Chegada”, “Mudar o Poder Local”, “Da Corrupção à Crise” e "Janela do Futuro". É colaborador regular do jornal "Correio da Manhã". É docente do ensino superior nas áreas da Estatística e Matemática. Atualmente, é professor na Universidade Portucalense, no Porto.
Foi co-fundadore vice-presidente da Direção da Transparência e Integridade, Associação Cívica (TIAC),  capítulo nacional da Transparency International. Pediu a suspensão do mandato de vice-presidente da TIAC para se candidatar à presidência da República.
Tem fortemente denunciado, em diversos meios de comunicação social, a corrupção e a promiscuidade entre os poderes políticos e os poderes económicos, e a inconstitucionalidade preconizada por alguns escritórios de advogados, ao serem redatores das leis nacionais, e ao mesmo tempo representantes nos meios judiciais de entidades que se deparam com essas mesmas leis.
Foi candidato independente às eleições presidenciais de 2016, tendo angariado mais de 100 000 votos. Colocou na agenda das presidenciais o tema da corrupção e da violação dos princípios constitucionais.
Também foi candidato independente a eurodeputado nas eleições europeias de 2019, apoiado pelo partido Nós, Cidadãos! e pelo MPT.

## Ligações Externas
- Frente Cívica
- Transparência e Integridade Associação Cívica